# Снігова спільнота
«Снігова спільнота» (ісп. La sociedad de la nieve, англ. Society of the Snow) — гостросюжетний фільм 2023 року, заснований на реальній історії виживання частини пасажирів після авіакатастрофи в Андах у 1972 році. Фільм знятий режисером Хуаном Антоніо Байоною за однойменною книгою Пабло В'єрсі 2009 року, який був знайомим із багатьма учасниками тих подій. Акторська група складається з уругвайських і аргентинських акторів, більшість з яких новачки.
Прем'єра фільму відбулася на Венеційському міжнародному кінофестивалі 9 вересня 2023 року, прокат у кінотеатрах — з 13 грудня (Уругвай), трансляція на платформі Netflix — 4 січня 2024 року. Фільм здобув схвальні відгуки та був номінований Іспанією на премію «Оскар».

## Сюжет
У 1972 році чартерний літак з Уругваю до Чилі, на борту якого перебувала команда з регбі «Олд Кристіанс» та інші пасажири, через негоду розбивається у важкодоступному районі Анд. Під час катастрофи із 45 пасажирів та членів екіпажу виживає лише 29. Люди, які вижили, продовжують утрачати друзів і знайомих, опинившись у смертельно небезпечних природних умовах без харчів та теплих речей. Протягом понад 70 днів пасажири спільними зусиллями шукають вихід із жахливої ситуації.

## Актори

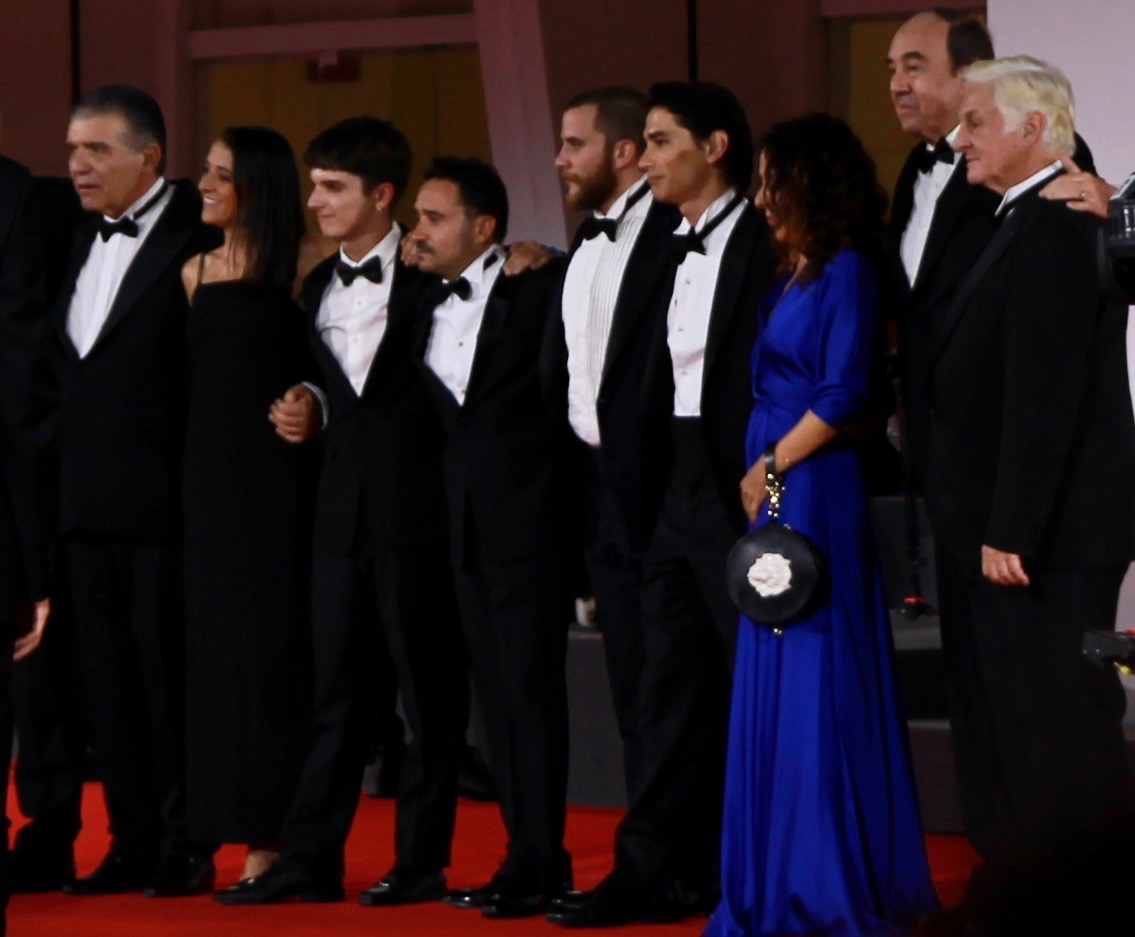
Х. А. Байона та актори фільму разом із Карлосом Родрігесом, Фернандо Паррадо та Роберто Канессою на Венеційському кінофестивалі

- Енцо Вогрінчич — Нума Туркатті, 24-річний студент-юрист, улюбленець усієї групи;
- Матіас Рекальт — Роберто Канесса, 19-річний студент-медик, регбіст, надавав медичну допомогу постраждалим;
- Агустін Парделла — Нандо Паррадо, 22-річний студент, регбіст, подорожував зі своєю матір'ю, сестрою та близькими друзями Панчіто Абалом і Гвідо Магрі
- Томас Вольф — Густаво Зербіно, 19-річний студент-медик, регбіст, зберігав особисті речі загиблих;
- Естебан Кукурічка — Фіто / Адольфо Страуч, 24-річний студент агрономічного факультету, придумав, як плавити лід, зробив протисонцеві окуляри; подорожував зі своїми двоюрідними братами Едуардо Страучом Уріосте, Даніелем Фернандесом Страучом і Даніелем Шоу Уріосте, які взяли на себе важливу керівну роль в організації групи;
- Дієго Вегецці — Марсело Перес дель Кастільо, 25-річний студент-архітектур, капітан регбійної команди, очолив та організував групу, розподіляв продукти, підтримував всіх морально;
- Франциско Ромеро — Даніель Фернандес Страуч, 26-річний студент агрономічного факультету;
- Рафаель Федерман — Едуардо Страуч, 25-річний студент архітектури;
- Феліпе Гонсалес Отаньо — Карлос Паес Родрігес[en], 18-річний студент;
- Агустін Делла Корте — Тінтін / Антоніо Візинтін, 19-річний студент юридичного факультету, регбіст; зламав два ребра, але був постійним учасником експедицій;
- Валентино Алонсо — Панчо / Альфредо Дельгадо, 24-річний студент права, запрошений у подорож Гастоном Костемальє і переконав свого найкращого друга Нуму Туркатті супроводжувати його; зазнав важкої травми ноги;
- Симон Хемпе — Коче / Хосе Луїс Інсіарте, 24-річний студент агрономічного факультету; найкращий друг Гастона Костемальє;
- Фернандо Контігіані Гарсіа — Артуро Ногейра, 21-річний студент економіки, регбіст, зазнав важких травм при падінні літака;
- Бенхамін Сегура — Ель Васко / Рафаель Ечаваррен, 22-річний студент молочного факультету; зазнав серйозної травми ноги, але виділявся оптимізмом;
- Рокко Поска — Мончо / Рамон Сабелья, 21-річий студент агрономії;
- Лучано Чаттон — Хосе Педро Альгорта
- Агустін Берруті — Боббі / Роберто Франсуа
- Хуан Карузо — Альваро Мангіно
- Енді Прусс — Рой Гарлі, 20-річний студент інженерного факультету, регбіст, відремонтував транзистор, завдяки чому всі слухали новини;
- Сантьяго Вака Нарваха — Даніель Маспонс, 20-річний студент-регбіст, близький друг Роберто Канесси; учасних рятувальних експедицій;
- Естебан Більярді — Хав'єр Метоль, 36 років; його запросив двоюрідний брат Панчіто Абаль, подорожував зі своєю дружиною Ліліаною Наварро, з якою мав чотирьох дітей;
- Паула Бальдіні — Ліліана Метоль
- Федеріко Аснарес — Енріке Платеро
- Альфонсіна Карросіо — С'юзі / Сусана Паррадо
- Сільвія Жизель Перейра — Еухенія Паррадо
- Вірджинія Кауфманн — Естер Нікола
- Феліпе Рамузіо — Дієго Сторм
- Блас Полідорі — Коко / Густаво Ніколіч, 20-річний студент ветеринарного факультету, регбіст; летів з групою друзів: Роєм Гарлі, Карлітосом Паесом, Дієго Стормом і Боббі Франсуа; писав родині листи, розповідаючи про катастрофу та наступні дні;
- Емануель Парга — сержант Карлос Роке, 24-річний механік літака; єдиний член екіпажу, який вижив у катастрофі, але загинув під лавиною;
- Іер Саїд — підполковник Хуліо Сесар Феррадас, командир екіпажу
- Лута — Гастон Костемальє, 23-річний студент юридичного факультету, регбіст; запросив свого близького друга Коче Інсіарте та однокурсника Панчо Дельгадо до Чилі;
- Карлітос Паес[en] — Карлос Паес Віларо[en], відомий уругвайський художник (батько актора-учасника подій)
- Максиміліано де ла Крус — Данте Ектор Лагурара, другий пілот

## Виробництво
Байона познайомився з книгою В'єрчі «Снігова спільнота» (2009, ісп. La sociedad de la nieve) під час роботи над своїм фільмом «Неможливе» (2012) та після завершення зйомок купив права на неї. Режисери записали понад 100 годин інтерв'ю з усіма тими, хто вижив у катастрофі та після неї. Актори теж спілкувалися з учасниками подій та їхніми родинами.
Анонс фільму відбувся в листопаді 2021 року.
Основні зйомки проходила в Іспанії (Сьєрра-Невада), Уругваї (Монтевідео), Чилі та Аргентини, включаючи реальне місце катастрофи в Андах. Зйомки в Сьєрра-Неваді тривали з 10 січня по 29 квітня 2022 року. Зйомки в Уругваї завершилися наприкінці липня 2022 року, а потім виробництво продовжилося в Мадриді. Виробництво тривало 138 знімальних днів, а його бюджет склав понад 65 мільйонів євро.
У серпні 2021 року друга знімальна група, очолювана аргентинським режисером Алехандро Фаделем («Убий мене, монстре», 2018), зняла пейзажі в Чилі для використання у віртуальному виробництві та постпродакшні на знімальному майданчику. У Сьєрра-Неваді виробництво було ускладнене нестачею снігу та повітряним шаром Сахари, який покривав гори помаранчевим пилом. Було використано три копії уламків фюзеляжу: один був розміщений в ангарі, побудованому на стоянці, інший був заглиблений у штучний сніг та підтримувався гідравлічним краном, який дозволяв рухати фюзеляж, а третій — над гірським льодовиковим озером на висоті 3000 м над рівнем моря. В ангарі на 30-метровому екрані відображалися кадри Анд, зроблені другою знімальною групою. Третя група отримала завдання більш небезпечних гірських зйомок. Три знімальні підрозділи складалися із близько 300 працівників.
Муляжі трупів та «рани» акторів створені гримерами Девідом Марті та Монтсе Рібе, лауреатами премії «Оскар» за спецефекти для фільму «Лабіринт Фавна» (2006). Планувалося, що постпродакшн триватиме близько п'яти місяців із залученням 300 осіб. Пабло В'єрсі, який є асоційованим продюсером, відвідав знімальний майданчик у Сьєрра-Неваді.
Хуан Антоніо Байона показав початкову версію фільму Хосе Луїсу Інсіарте, одному з тих, хто вижив, перш ніж той помер у липні 2023 року. За один-два місяці до прем'єри фільм переглянули решта пасажирів літака, що вижили.

### Історична правдивість
Фільм є першим, у якому, на відміну, наприклад, від фільму 1993 року «Живі: 20 років потому», використовуються справжні імена всіх загиблих пасажирів. Хосе Антоніо Байона пояснює це тим, що фільм мав бути якомога схожим на реальну історію, щоб надати йому такої ж реальності. «Це потрібно було знімати в реальних місцях. Ми знімали в будинку одного з головних героїв і в тому ж аеропорту, звідки вилетів літак», — пояснював режисер.
За словами Байони, ключовою була участь тих, хто вижив, їхніх родин і родин загиблих у горах. Перш ніж почати працювати над сценарієм, автори записали з учасниками подій десятки годин інтерв'ю. Густаво Зербіно сказав, що «Байона зняв надзвичайний фільм. Він дзвонив мені, щоб запитати найправдоподібніші деталі, щоби побачити реалізм, з яким це було зроблено. Цей фільм дуже відрізняється від інших, де описується досвід, який ми пережили, але емоції не проходять через вас, як тут, де ви бачите, що ми були групою друзів». За словами Зербіно, «людський вимір» — це те, що найкраще зафіксовано у фільмі: «Як вони дивляться одне на одного, як вони обіймаються, як вони торкаються одне одного. Ми торкалися одне одного багато, на снігу. Ми грали в регбі, тож не боялися контакту, зіткнення одне з одним було частиною наших стосунків».
Крім того, Байона намагався змусити кожного з акторів налагодити зв'язок з особою, яку вони грають, або з їхніми сім'ями. Цей зв'язок зберігався протягом зйомок, тому, якщо в акторів виникали запитання, вони могли з ними обговорити. Актор Енцо Вогрінчич, який грає Нуму Туркатті, розповів, як найближчі люди Туркатті показали йому кімнати сімейного будинку, де молодий чоловік жив у Монтевідео, і розповіли про його інтереси та мотиви. «Ми проводили екскурсію будинком, де жив Нума, і його брати розповідали мені все, що пам'ятали про нього в кожному місці. Я зустрів друзів Нуми, які розповідали мені про нього, про свій досвід, і я зрозумів, що кожна людина, з якою ми говорили, описувала Нуму як виняткову людину. Ці історії дали мені інформацію про нього», — сказав Вогрінчич.
Фільм містить незначні неточності щодо відтворення хронології подій, як-от більш рання смерть одного з членів екіпажу або відсутність згадки, що евакуація вертольотами проходила два дні.

### Музика
Музику для фільму «Снігова спільнота» та однойменний саундтрек написав американський композитор Майкл Джаккіно, автор багатьох популярних треків для фільмів, телесеріалів і комп'ютерних ігор, лауреат премії «Оскар» та «Золотий глобус» (мультфільм «Вперед і вгору»), «Еммі» (телесеріал «Загублені»), триразовий лауреат «Греммі». Попередня спільна робота Байони та Джаккіно — фільм «Світ Юрського періоду 2» 2018 року.
Майкл Джаккіно зустрівся із двома людьми, які вижили в авіакатастрофі, щоб вивчити їхній досвід, оскільки вважав, що це єдиний спосіб дізнатися правду про те, що має робити музика. Він визнав, що іноді рахунок може бути похмурим, написати «правильну» музику.
Для виконання пісень Джаккіно найняв вокальний хор, який співав мовою мапуче — мовою корінного населення Анд. На думку композитора, це виконання було «голосом людей, які не повернулися… Це справді мова про Матір-Землю та природу і все, що їх оточувало в той час».
8 вересня 2023 року, за день до прем'єри фільму на 80-му Венеційському міжнародному кінофестивалі, представлений трек «Found», 10 листопада — трек «Andres Ascent». 8 грудня 2023 року Netflix Music випустила повний музичний супровід Майкла Джаккіно, який містив 28 треків.

#### Список музичних треків
1. Leaving Home
2. Crash
3. Barren
4. Alien World
5. Flashback
6. First Scout
7. Susy Passes
8. News Radio
9. What Do I Become
10. The Second Expedition
11. Trapped
12. Today Is My Birthday
13. What's the Limit
14. I See the Sky
15. A Plan to Cross the Mountains
16. Arturo's Death
17. Setting Out
18. Heading Back
19. Take Home the Love
20. Nando Returns
21. Radio Failure
22. Sleeping Bag
23. Numa Accepts His Place
24. Andes Ascent
25. Onward
26. Over the River
27. Found
28. Home

#### Визнання музики
15 листопада 2023 року музика Майкла Джаккіно здобула нагороду Голлівуду за музику у візуальних медіа.
У грудні 2023 року музика фільму потрапила до короткого списку найкращої оригінальної музики на 96-й церемонії вручення премії Оскар, а також номінована на іспанські кінопремії «Фероз» і «Гоя».

### Український дубляж
Український дубляж для Netflix виконаний студією «Так Треба Продакшн»: режисерка дубляжу Олена Мойжес, перекладачка Ілона Штундер, спеціаліст зі зведення звуку Дмитро Скриль, менеджерка проєкту Валерія Антонова.

#### Акторський склад
- Андрій Соболєв — Нума
- В'ячеслав Хостікоєв — Нандо
- Руслан Драпалюк — Роберто
- Юрій Кудрявцев — Марсело
- Кирило Татарченко — Фіто
- Денис Жупник — Густаво

#### Додатковий акторський склад
- Олег Грищенко
- Ігор Журбенко
- Наталія Калюжна
- Богдан Крепак
- Євген Локтіонов
- Данило Марійко
- Тетяна Руда
- Максим Самчик
- Дмитро Терещук
- Тимур Улещенко
- Арсен Шавлюк
- Олександр Шевчук

## Випуск
Фільм було заплановано як фільм-закриття 80-го Венеційського міжнародного кінофестивалю, а світова прем'єра позаконкурсного показу в Palazzo del Cinema запланована на 9 вересня 2023 року після церемонії нагородження фестивалю. Його було відібрано для показу в секції Perlak на 71-му Міжнародному кінофестивалі в Сан-Себастьяні у вересні 2023 року. Він також був показаний у секції «Поза конкурсом» на 56-му кінофестивалі в Сіджесі та на фестивалі Американського інституту кіномистецтва.
Технічний показ фільму було заплановано з 20 по 26 жовтня 2023 року в кінотеатрі Cine Aragonia в Сарагосі. Іспанський прокат розпочався 15 грудня 2023 року, у кінотеатрах США — 22 грудня 2023 року.
4 січня 2024 року «Снігова спільнота» представлена на платформі стрімінгового сервісу Netflix.

## Сприйняття

### Критика
Станом на 8 січня 2024 року, на вебсайті агрегатора рецензій Rotten Tomatoes 89 % зі 112 відгуків критиків є позитивними із середньою оцінкою 7,8/10. Консенсус вебсайту виголошує: «„Снігова спільнота“ використовує майстерні технічні навички для своєї історії про трагедію в реальному житті, але жодне з цього видовища не відбувається внаслідок його простого, потужного повідомлення». Metacritic, який використовує середньозважену оцінку, поставив фільму оцінку 71 зі 100 на основі 28 критиків, вказуючи на «загалом схвальні» рецензії.
Гай Лодж з Variety назвав фільм «надзвичайно ефективним „сльозогінним“», «який захоплює чергуванням хвиль страху, жаху та полегшення, що роздуває серце, хоча й не може здивувати». Венді Айд із ScreenDaily написала, що фільм «піднесений підбадьорливими „м'язовими“ екшенами». Піт Гаммонд з Deadline писав, що Байона створив «історію про те, як людство об'єднується… в найгірших обставинах, як віра може допомогти нам, і чиста воля до життя пов'язана з тим, щоб просто здійснити диво, ніколи не здаючись». Девід Руні з The Hollywood Reporter написав, що Байона повертає «реальну трагедію та історію людської стійкості… з автентичністю та жахливим реалізмом, з емоціями, але без сенсацій», підкреслюючи, що фільм «нерівний, але в кінцевому підсумку ефективний».

### Нагороди та номінації
| Нагорода                                                 | Дата                   | Номінація                                                                         | Номінант | Результат  | Примітка      |
| -------------------------------------------------------- | ---------------------- | --------------------------------------------------------------------------------- | --- | ---------- | ------------- |
| Міжнародний кінофестиваль у Сан-Себастьяні               | 30 вересня 2023 року   | Приз глядацьких симпатій Сан-Себастьяна за найкращий фільм                        | Снігова спільнота | Перемога   | [ 55 ]        |
| Mill Valley Film Festival                                | 12 жовтня 2023 року    | ¡Viva el cine! — Розповідь                                                        | Снігова спільнота | Перемога   | [ 56 ]        |
| Middleburg Film Festival                                 | 22 жовтня 2023 року    | Приз глядацьких симпатій за міжнародний повнометражний фільм                      | Снігова спільнота | Перемога   | [ 57 ]        |
| Hollywood Music in Media Awards                          | 15 листопада 2023 року | Найкраща оригінальна музика — фільм (іноземною мовою)                             | Майкл Джаккіно | Перемога   | [ 58 ]        |
| Camerimage                                               | 18 листопада 2023 року | Golden Frog                                                                       | Педро Луке | Номінація  | [ 59 ]        |
| European Film Awards                                     | 9 грудня 2023 року     | Найкращий макіяж і зачіска                                                        | Ана та Белен Лопес-Пуїгсервер, Давід Марті та Монтсе Рібе                                                              | Перемога   | [ 60 ]        |
| European Film Awards                                     | 9 грудня 2023 року     | Найкращі візуальні ефекти                                                         | Фелікс Бержес і Лаура Педро                                                                                            | Перемога   | [ 60 ]        |
| Премія асоціації кінокритиків Вашингтона, округ Колумбія | 10 грудня 2023 року    | Найкращий фільм іноземною мовою                                                   | Снігова спільнота | Номінація  | [ 61 ]        |
| Forque                                                   | 16 грудня 2023 року    | Найкращий фільм                                                                   | Снігова спільнота | Номінація  | [ 62 ]        |
| Асоціація кінокритиків Далласа-Форт-Ворту                | 18 грудня 2023 року    | Найкращий фільм іноземною мовою                                                   | Снігова спільнота | 4-те місце | [ 63 ]        |
| Astra Film Awards                                        | 6 січня 2024 року      | Найкращий міжнародний фільм                                                       | Снігова спільнота | Номінація  | [ 64 ]        |
| Astra Film Awards                                        | 6 січня 2024 року      | Найкращий міжнародний режисер                                                     | Х. Я. А. Байона | Номінація  | [ 64 ]        |
| Astra Film Awards                                        | 6 січня 2024 року      | Найкращий міжнародний актор                                                       | Енцо Вогрінчич | Номінація  | [ 64 ]        |
| Золотий глобус                                           | 7 січня 2024 року      | Найкращий фільм іноземною мовою                                                   | Снігова спільнота | Номінація  | [ 65 ]        |
| Вибір критиків                                           | 14 січня 2024 року     | Найкращий фільм іноземною мовою                                                   | Снігова спільнота | Номінація  | [ 66 ]        |
| Вибір критиків                                           | 14 січня 2024 року     | Найкраща оригінальна музика                                                       | Майкл Джакіно | Номінація  | [ 66 ]        |
| Feroz Awards                                             | 26 січня 2024 року     | Найкращий драматичний фільм                                                       | Снігова спільнота | Номінація  | [ 67 ]        |
| Feroz Awards                                             | 26 січня 2024 року     | Найкращий режисер                                                                 | Х. А. Байона | Перемога   | [ 67 ]        |
| Feroz Awards                                             | 26 січня 2024 року     | Найкращий оригінальний саундтрек                                                  | Майкл Джакіно | Номінація  | [ 67 ]        |
| Feroz Awards                                             | 26 січня 2024 року     | Найкращий трейлер                                                                 | Гаррі Ітон | Перемога   | [ 67 ]        |
| Carmen Awards                                            | 3 лютого 2024 року     | Найкращий фільм неандалузького виробництва                                        | Снігова спільнота | Перемога   | [ 68 ]        |
| Gaudí Awards                                             | 4 лютого 2024 року     | Найкращий європейський фільм                                                      | Снігова спільнота | Перемога   | [ 69 ]        |
| CEC Medals                                               | 5 лютого 2024 року     | Найкращий фільм                                                                   | Снігова спільнота | Перемога   | [ 70 ] [ 71 ] |
| CEC Medals                                               | 5 лютого 2024 року     | Найкращий режисер                                                                 | Х. А. Байона | Номінація  | [ 70 ] [ 71 ] |
| CEC Medals                                               | 5 лютого 2024 року     | Найкращий адаптований сценарій                                                    | Х. А. Байона, Бернат Вілаплана, Хайме Маркес, Ніколас Казарієго                                                        | Перемога   | [ 70 ] [ 71 ] |
| CEC Medals                                               | 5 лютого 2024 року     | Найкращий новий актор                                                             | Матіас Рекальт | Перемога   | [ 70 ] [ 71 ] |
| CEC Medals                                               | 5 лютого 2024 року     | Найкраща операторська робота                                                      | Педро Луке | Перемога   | [ 70 ] [ 71 ] |
| CEC Medals                                               | 5 лютого 2024 року     | Найкращий монтаж                                                                  | Андрес Гіл, Хауме Марті                                                                                                | Перемога   | [ 70 ] [ 71 ] |
| CEC Medals                                               | 5 лютого 2024 року     | Найкраща музика                                                                   | Майкл Джакіно | Номінація  | [ 70 ] [ 71 ] |
| Goya Awards                                              | 10 лютого 2024 року    | Найкращий фільм                                                                   | Снігова спільнота | Перемога   | [ 72 ]        |
| Goya Awards                                              | 10 лютого 2024 року    | Найкращий режисер                                                                 | Х. А. Байона | Перемога   | [ 72 ]        |
| Goya Awards                                              | 10 лютого 2024 року    | Найкращий адаптований сценарій                                                    | Бернат Вілаплана, Х. А. Байона, Хайме Маркес-Оларреага, Ніколас Касарієг                                               | Номінація  | [ 72 ]        |
| Goya Awards                                              | 10 лютого 2024 року    | Найкращий новий актор                                                             | Матіас Рекальт | Перемога   | [ 72 ]        |
| Goya Awards                                              | 10 лютого 2024 року    | Найкраща операторська робота                                                      | Педро Луке | Перемога   | [ 72 ]        |
| Goya Awards                                              | 10 лютого 2024 року    | Найкращий монтаж                                                                  | Андрес Гіл, Хауме Марті                                                                                                | Перемога   | [ 72 ]        |
| Goya Awards                                              | 10 лютого 2024 року    | Найкраща оригінальна музика                                                       | Майкл Джакіно | Перемога   | [ 72 ]        |
| Goya Awards                                              | 10 лютого 2024 року    | Найкращий звук                                                                    | Хорхе Адрадос, Оріол Тарраго, Марк Ортс                                                                                | Перемога   | [ 72 ]        |
| Goya Awards                                              | 10 лютого 2024 року    | Найкращий арт-постановник                                                         | Ален Бейні | Перемога   | [ 72 ]        |
| Goya Awards                                              | 10 лютого 2024 року    | Найкращий виробничий нагляд                                                       | Маргарита Гюге | Перемога   | [ 72 ]        |
| Goya Awards                                              | 10 лютого 2024 року    | Найкращий дизайн костюмів                                                         | Хуліо Суарес | Перемога   | [ 72 ]        |
| Goya Awards                                              | 10 лютого 2024 року    | Найкращий макіяж і зачіски                                                        | Ана Лопес-Пуігсервер, Белен Лопес-Пуігсервер, Монтсе Рібе                                                              | Перемога   | [ 72 ]        |
| Goya Awards                                              | 10 лютого 2024 року    | Найкращі спецефекти                                                               | Пау Коста, Фелікс Бержес, Лаура Педро                                                                                  | Перемога   | [ 72 ]        |
| BAFTA Awards                                             | 18 лютого 2024 року    | Найкращий фільм не англійською мовою                                              | Снігова спільнота | Номінація  | [ 73 ]        |
| Satellite Awards                                         | 18 лютого 2024 року    | Найкраща оригінальна музика                                                       | Майкл Джакіно | Номінація  | [ 74 ]        |
| Satellite Awards                                         | 18 лютого 2024 року    | Найкращий фільм — міжнародний                                                     | Снігова спільнота | Номінація  | [ 74 ]        |
| Товариство фахівців із візуальних ефектів                | 21 лютого 2024 року    | Чудові допоміжні візуальні ефекти у фотореалістичній функції                      | Фелікс Бержес, Мікаела Гальяно, Лаура Педро Езекіель, Ларру Пау Коста                                                  | Номінація  | [ 75 ]        |
| Товариство фахівців із візуальних ефектів                | 21 лютого 2024 року    | Видатні спеціальні (практичні) ефекти у фотореалістичному чи анімаційному проекті | Пау Коста, Карлос Лагуна, Гільєрмо Ф. Алдунате, Елой Сервера                                                           | Номінація  | [ 75 ]        |
| Golden Reel Awards                                       | 3 березня 2024 року    | Видатні досягнення в звуковому монтажі — іноземна мова                            | Оріол Тарраго, Йосу Мартінес, Гілем Гіро, Ерік Відаль, Кіку Відаль, Сара Ромеро, Марк Бех, Брендан Голден, Джон Фінклі | Перемога   | [ 76 ]        |
| Оскар                                                    | 10 березня 2024 року   | Найкращий міжнародний повнометражний фільм                                        | Снігова спільнота | Номінація  | [ 6 ]         |
| Оскар                                                    | 10 березня 2024 року   | Найкращий грим та зачіски                                                         | Ана та Белен Лопес-Пуїгсервер, Давід Марті та Монтсе Рібе                                                              | Номінація  | [ 6 ]         |